# بحيرة بيراميد
بحيرة الهرم (بالإنجليزية: Pyramid Lake)‏، هي المنخفض الجغرافي لحوض نهر تروكي على بعد 64 كم شمال شرق رينو، نيفادا، الولايات المتحدة
تتغذى البحيرة من نهر تروكي، والذي يتدفق معظمه من بحيرة تاهو. يدخل نهر تروكي بحيرة الهرم من طرفها الجنوبي. ليس للبحيرة مصرف، وتذهب مياهها عن طريق البخر فقط، أو عن طريق التسرب السطحي (بحيرة تجميعية). تبلغ مساحة البحيرة حوالي 10% من مساحة البحيرة المالحة الكبرى ، لكنها تزيد عنها في الحجم بنسبة 25%. تصل نسبة الملوحة إلى حوالي 1/6 ملوحة ماء البحر.

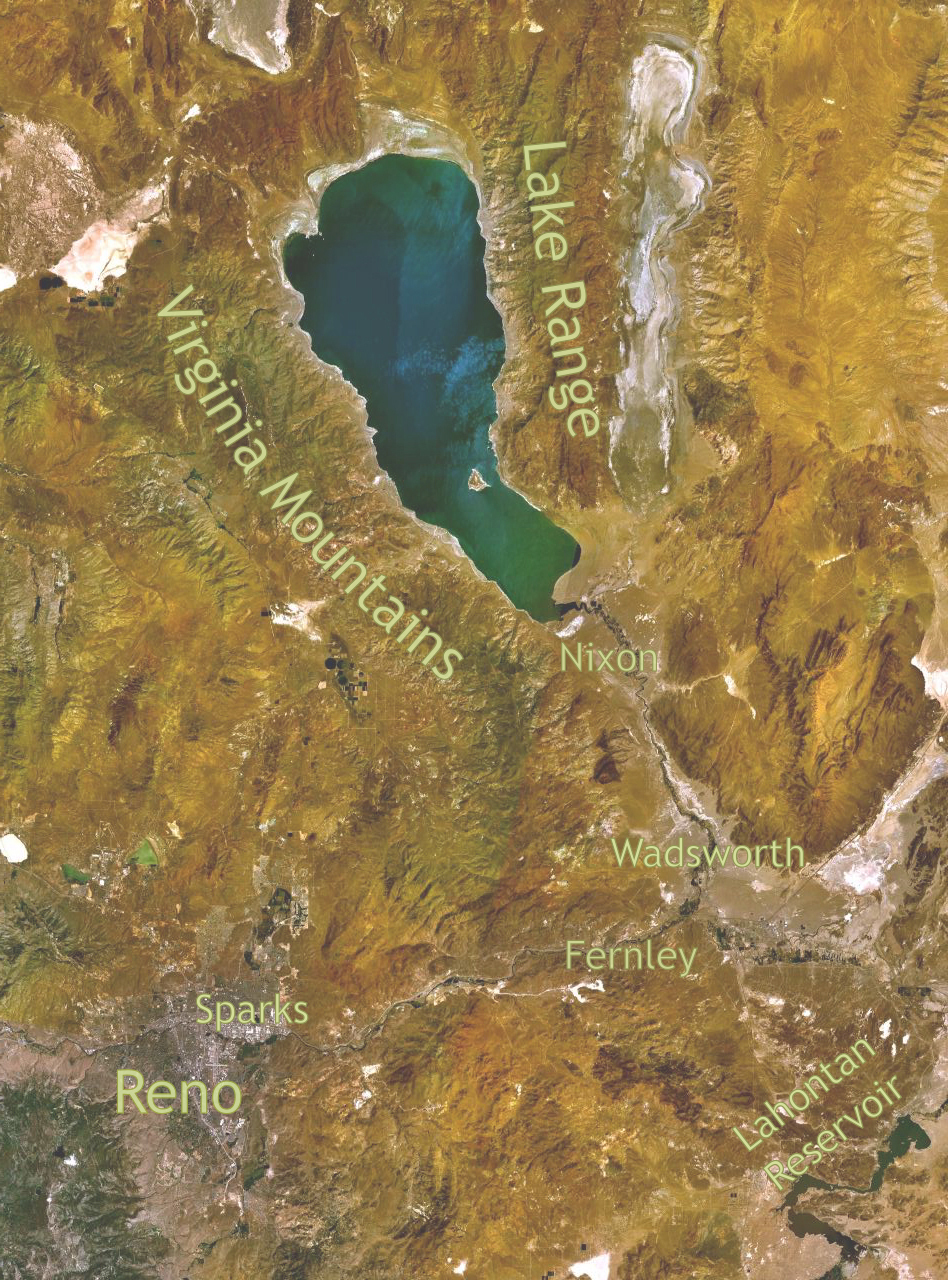

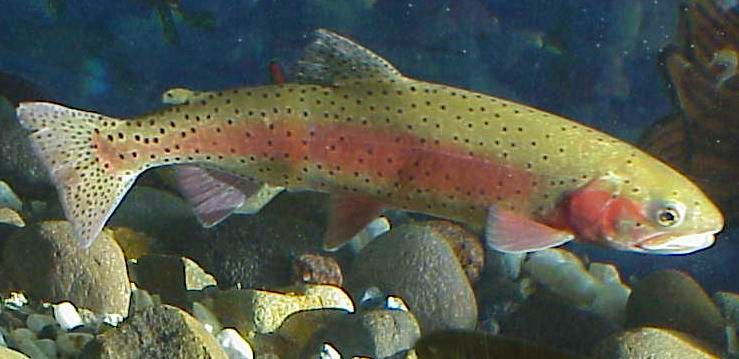
Lahontan cutthroat trout